# Spoutnik 1
Spoutnik 1 (en russe : Спутник I, signifiant « Compagnon » ou « Satellite ») est le premier satellite artificiel de la Terre. Cet engin spatial soviétique, premier de la série de satellites Spoutnik, est lancé le 4 octobre 1957 depuis le cosmodrome de Baïkonour par un lanceur R-7 Semiorka, un missile balistique intercontinental développé par l'OKB-1. Le responsable du projet, Sergueï Korolev, fasciné par les perspectives spatiales ouvertes par les fusées, réussit à persuader ses commanditaires militaires d'utiliser le missile balistique comme lanceur de satellites.
Pour développer un missile balistique intercontinental, les ingénieurs de Korolev conçoivent une fusée de grande taille, les bombes nucléaires soviétiques n'étant pas aussi miniaturisées que leurs homologues américaines. La capacité du lanceur permet de placer d'emblée un satellite de relativement grande taille en orbite. Spoutnik 1 est une sphère métallique de 58 cm de diamètre et d'une masse de 83,6 kg qui transmet par radio des indications sur la température et la pression à bord. Spoutnik 1 fonctionne pendant environ trois semaines, émettant des signaux radio jusqu'à ce que ses batteries soient épuisées. Il rentre finalement dans l'atmosphère terrestre et se désintègre lors de sa rentrée le 4 janvier 1958.
Dans le contexte de la guerre froide, le succès du satellite surprend les États-Unis et déclenche une période de peur du public du bloc de l'Ouest, appelée crise du Spoutnik. Ce lancement marque également le début d'une période historique, appelée ère spatiale, ainsi que la course à l'espace : dès l'année suivante, vingt-huit tentatives de lancement de satellites ont lieu, dont cinq réussies.

## Historique

### Travaux de l'Année géophysique internationale
En juillet 1955, les États-Unis et l'URSS annoncent, chacun de leur côté, qu'ils lanceront un satellite artificiel dans le cadre des travaux scientifiques prévus pour l'Année géophysique internationale (juillet 1957 — décembre 1958). À l'époque, aucun enjeu autre que scientifique n'est attaché à cet objectif. Les dirigeants américains décident dans cette perspective de développer un nouveau lanceur de trois étages, la fusée Vanguard (en français l'« Avant-garde »), qui comporte un grand nombre d'innovations techniques par rapport aux fusées développées jusque-là. D'autres propositions moins radicales sont repoussées.

### Développement du satellite soviétique
À l'issue de la Seconde Guerre mondiale, les spécialistes des fusées soviétiques tentent de récupérer le savoir-faire que l'équipe de l'ingénieur allemand Wernher von Braun a acquis lors de sa conception et production du missile V2 qui a révolutionné le domaine. En mai 1946, alors que les relations avec les pays occidentaux se tendent, Joseph Staline décide de lancer l'URSS dans la réalisation de missiles balistiques. Serguei Korolev, organisateur talentueux et visionnaire, est placé à la tête d'un des bureaux d'études du NII-88 au sein duquel il développe une copie améliorée du missile V-2, puis des missiles aux capacités croissantes : R-2, R-3, R-5, etc. En 1953, les dirigeants soviétiques donnent leur accord pour le développement du missile balistique intercontinental R-7 Semiorka, capable de transporter une bombe H de 5 tonnes sur 8 000 km. Après avoir surmonté de nombreux problèmes de développement, le missile effectue son premier vol en 1957.
Korolev, grand admirateur du pionnier soviétique de l'astronautique, Constantin Tsiolkovski, tente en vain de persuader dès fin 1954 les dirigeants soviétiques ainsi que ses commanditaires militaires de l'intérêt d'utiliser le missile pour placer un satellite artificiel en orbite. L'objectif de Korolev est purement scientifique, mais pour obtenir un accord, il trouve des arguments susceptibles de plaire aux militaires (forte charge utile et grande portée) et aux politiques (propagande de la réussite technique soviétique face aux États-Unis), voire stratégiques (développement de satellites-espions). L'annonce faite en juillet 1955 par le président Dwight D. Eisenhower du lancement par les États-Unis d'un satellite artificiel pour l'Année géophysique internationale (juillet 1957 — décembre 1958) incite les dirigeants soviétiques à effectuer une déclaration similaire une semaine plus tard. Fin janvier 1956, le Conseil des ministres de l'URSS donne son feu vert pour le développement d'un satellite artificiel.
La mise au point du missile Semiorka se poursuit en parallèle. Après de nombreux échecs, dus successivement à des fuites de carburant, à des allumages tardifs ou prématurés d'un moteur, à un mauvais calcul de trajectoire ou aux vibrations de la fusée lors de son ascension, Korolev réussit un lancement le 21 août 1957. Il en informe ses supérieurs haut placés et obtient auprès des dirigeants (politiques et militaires) du programme de missiles balistiques l'autorisation d'effectuer un autre lancement, afin de confirmer la fiabilité de la R7 et permettre la mise en orbite d'un satellite. La conception du satellite artificiel prévu pour ce premier vol est achevée en juillet 1956. Celui-ci, baptisé Objet D, doit emporter plusieurs instruments scientifiques permettant de collecter des données sur la composition des ions présents dans l'atmosphère raréfiée de l'espace, le vent solaire, le champ magnétique terrestre et les rayons cosmiques. Korolev, qui suit l'avancée des travaux des Américains, décide de gagner du temps. La charge utile initialement prévue est abandonnée (elle sera lancée dans le cadre de la mission Spoutnik 3). Elle est remplacée par un petit satellite à la masse et à l'équipement scientifique minimal : un émetteur radio juste capable de lancer des signaux audibles autour de la Terre pendant quelques jours.

## Lancement et déroulement de la mission
Le lancement de Spoutnik 1 a lieu le 4 octobre 1957 à 19 h 28 min 34 s GMT depuis le site de Tiouratam, qui abrite une base militaire utilisée pour mettre au point le missile balistique intercontinental R-7 Semiorka. Cette base deviendra par la suite, sous l'appellation cosmodrome de Baïkonour, la plus grande base spatiale de l'Union soviétique (située, depuis l'éclatement de l'Union soviétique, au Kazakhstan). Le lanceur est une version allégée (272 tonnes contre 280) du missile balistique. Le décollage se déroule sans problèmes, ainsi que le largage de l'étage central et du petit satellite. La mise en orbite fut effective à 19 h 33 min 48 s. Les Soviétiques durent attendre 92 minutes pour entendre les premiers bips : le déploiement des antennes du Spoutnik se fit alors que le satellite était déjà hors de portée des récepteurs. Le satellite était désigné PS-1 (ПС-1 pour Простейший Спутник-1 ou « Satellite élémentaire 1 »). Placé sur une orbite dont les altitudes initiales du périgée et de l'apogée étaient de 225 et de 947 kilomètres, Spoutnik 1 effectuait une révolution en 96 minutes. Les appareils électriques du satellite fonctionnent durant vingt-deux jours, jusqu'à l'épuisement des batteries le 26 octobre 1957. La faible altitude de son périgée lui fait perdre progressivement de l'altitude. Ainsi, le 9 décembre 1957, l'apogée a chuté à 600 km, et le 4 janvier 1958, après avoir bouclé 1 400 orbites autour de la Terre et parcouru environ 70 millions de kilomètres, Spoutnik 1 est détruit durant sa rentrée dans l'atmosphère.
Le satellite comprend un système de communication constitué de deux émetteurs radio de 1 W, utilisés pour transmettre aux stations terrestres la pression et la température de l'azote remplissant le satellite. L'objectif est de vérifier le bon fonctionnement du système de pressurisation et de thermorégulation. Les deux émetteurs étaient suffisamment puissants pour permettre à des radioamateurs de capter le célèbre « bip-bip » du satellite un peu partout sur la planète sur les fréquences radio de 20,005 et 40,002 MHz. Le lancement de Spoutnik 1 avait lieu dans le cadre de l'Année géophysique internationale de 1957-1958 ; l'étude de ses signaux devait donc permettre d'étudier la propagation des ondes dans l'atmosphère, et l'étude de sa trajectoire devait fournir des informations sur la densité de la haute atmosphère et sur la forme exacte de la Terre.

## Caractéristiques techniques

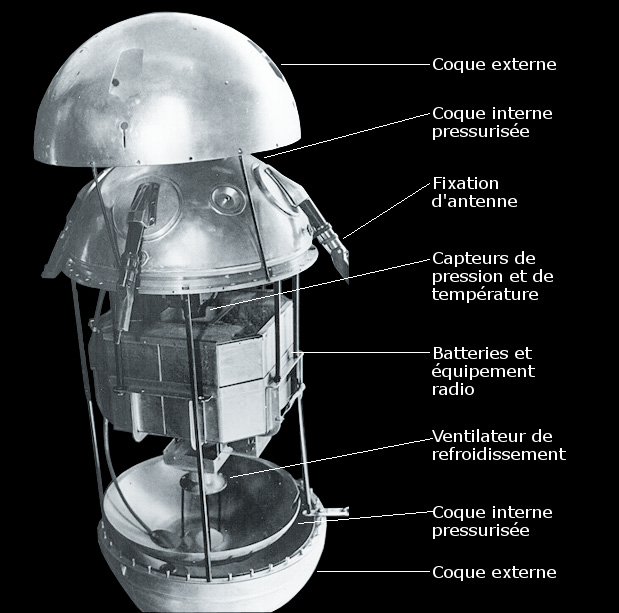
Structure de Spoutnik 1.

Spoutnik 1 est une petite sphère en aluminium de 58 centimètres de diamètre, pesant 83,6 kg et dotée de quatre antennes,. La sphère est constituée de deux coques concentriques : la coque externe sert de protection thermique tandis que la seconde forme une enceinte pressurisée dans laquelle sont placés les différents équipements. L'intérieur de la sphère est rempli d'azote à une pression légèrement plus élevée que la pression atmosphérique à la surface de la Terre (1,3 atmosphère). On y trouve les batteries composées de zinc et d'argent, des capteurs de pression et de température, un émetteur radio et un ventilateur refroidissant l'ensemble des équipements.

## Conséquences
L'événement a un retentissement planétaire et constitue un choc pour l'opinion publique américaine, démontrant de manière éclatante l'avance apparente prise par les Soviétiques dans le domaine spatial, ainsi que la vulnérabilité de leur pays à une attaque nucléaire. Peu après le lancement de Spoutnik 1, les États-Unis tentent à leur tour de placer en orbite un satellite, mais l'échec le 6 décembre 1957 de Vanguard TV-3, qui explose de manière spectaculaire peu après le décollage, semble accréditer aux yeux de tous le retard du pays. Le 1er février 1958, les ingénieurs américains parviennent finalement à placer en orbite leur premier satellite, Explorer 1, grâce à une fusée Juno I. Les dirigeants américains s'attacheront à rattraper leur retard en créant une agence spatiale dédiée au programme spatial civil (la NASA) et en la dotant d'énormes moyens financiers.

## Postérité

### Début de l'ère spatiale

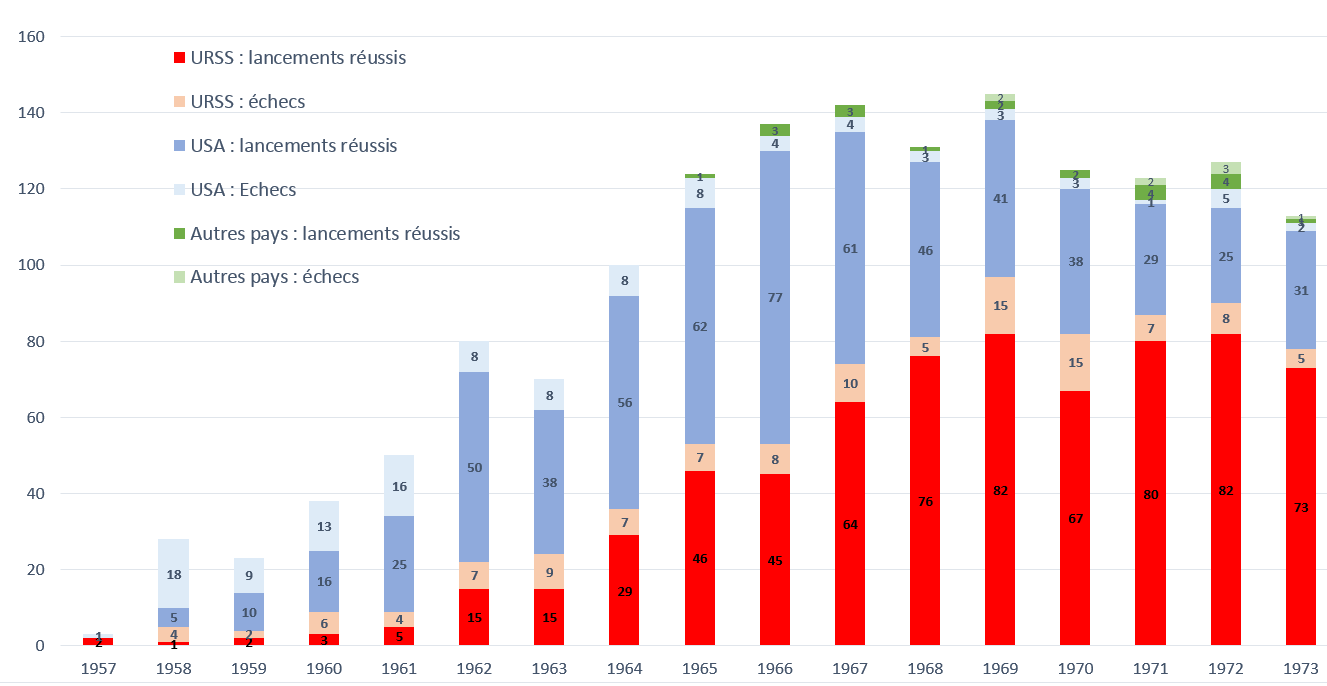
Nombre de lancements par pays sur la période 1957-1973.

Le lancement de Spoutnik 1 marque l'an 1 de l'ère spatiale. Les dirigeants soviétiques, d'abord surpris par l'écho rencontré par l'événement, feront du programme spatial soviétique la clé de voûte de la propagande du régime. Dès l'année suivante, 28 tentatives de lancement de satellites ont lieu, dont cinq réussies. Durant la décennie qui suit, la puissance des lanceurs et la masse des engins satellisés sont multipliées par dix ; les deux puissances spatiales mettent au point de nombreuses applications scientifiques (exploration du Système solaire, du Soleil, de la magnétosphère, de l'environnement spatial de la Terre, astronomie spatiale), pratiques (télécommunications, météorologie, géodésie, cartographie, agriculture, etc.) et militaires (reconnaissance, écoute électronique, navigation, etc.), tandis que la NASA envoie en 1969 des hommes explorer la surface de la Lune dans le cadre du programme Apollo.

### Les exemplaires conservés

#### Unités de secours

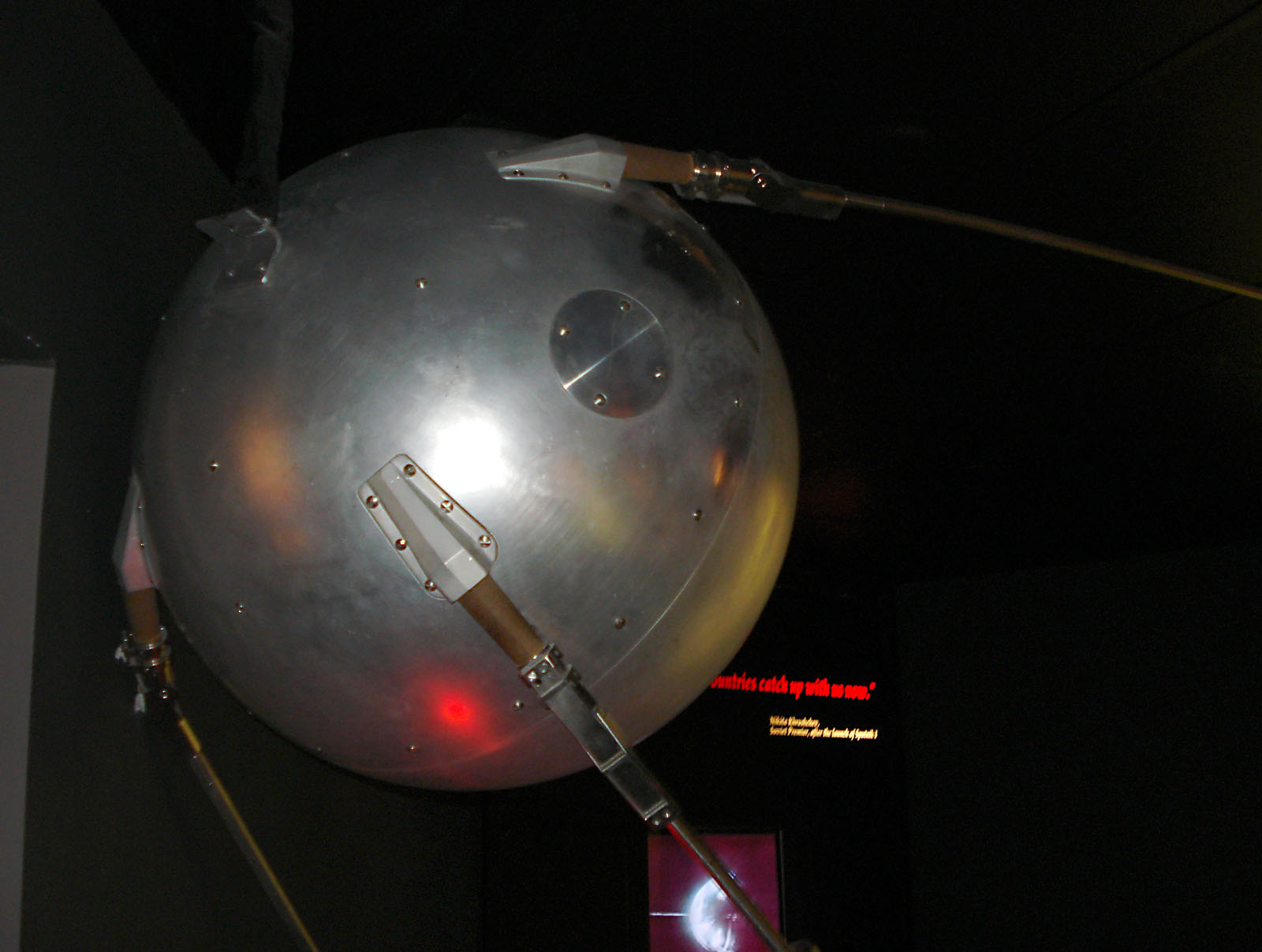
Le second exemplaire exposé au Cosmosphere.

Il existe au moins deux copies d'époque de Spoutnik 1, construites comme unités de secours. Le premier se trouve dans le musée RKK Energia, appartenant à RKK Energuia, le descendant moderne du bureau d'études de Korolev, où il est exposé uniquement sur rendez-vous. Le second est un exemplaire de secours prêt à voler, exposé au Cosmosphere à Hutchinson, qui possède également un modèle d'études de Spoutnik 2.

#### Modèles d'études
Le Museum of Flight, à Seattle, possède un modèle d'études de Spoutnik 1 dépourvu de composants internes, bien qu'il ait des boîtiers et des raccords moulés à l'intérieur, ainsi que des traces d'usure de la batterie. Authentifiée par le musée mémorial de l'astronautique, à Moscou, l'unité a été vendue aux enchères en 2001 et achetée par un acheteur privé anonyme, qui en a fait don au musée.

#### Répliques taille réelle
Le 4 décembre 1959, l'Union soviétique fait don d'une réplique de Spoutnik 1 à l'Organisation des Nations unies. D'autres répliques grandeur nature, avec des degrés de précision variables, sont exposées dans des musées du monde entier. Le 6 mars 1998, une maquette est installée dans le « Hall de l'Espace » du musée de l'Air et de l'Espace, au Bourget. Le National Air and Space Museum, le Science Museum de Londres, ou encore le Powerhouse Museum, possèdent également chacun une maquette taille réelle du premier Spoutnik.